# Бреденай (Эссен)

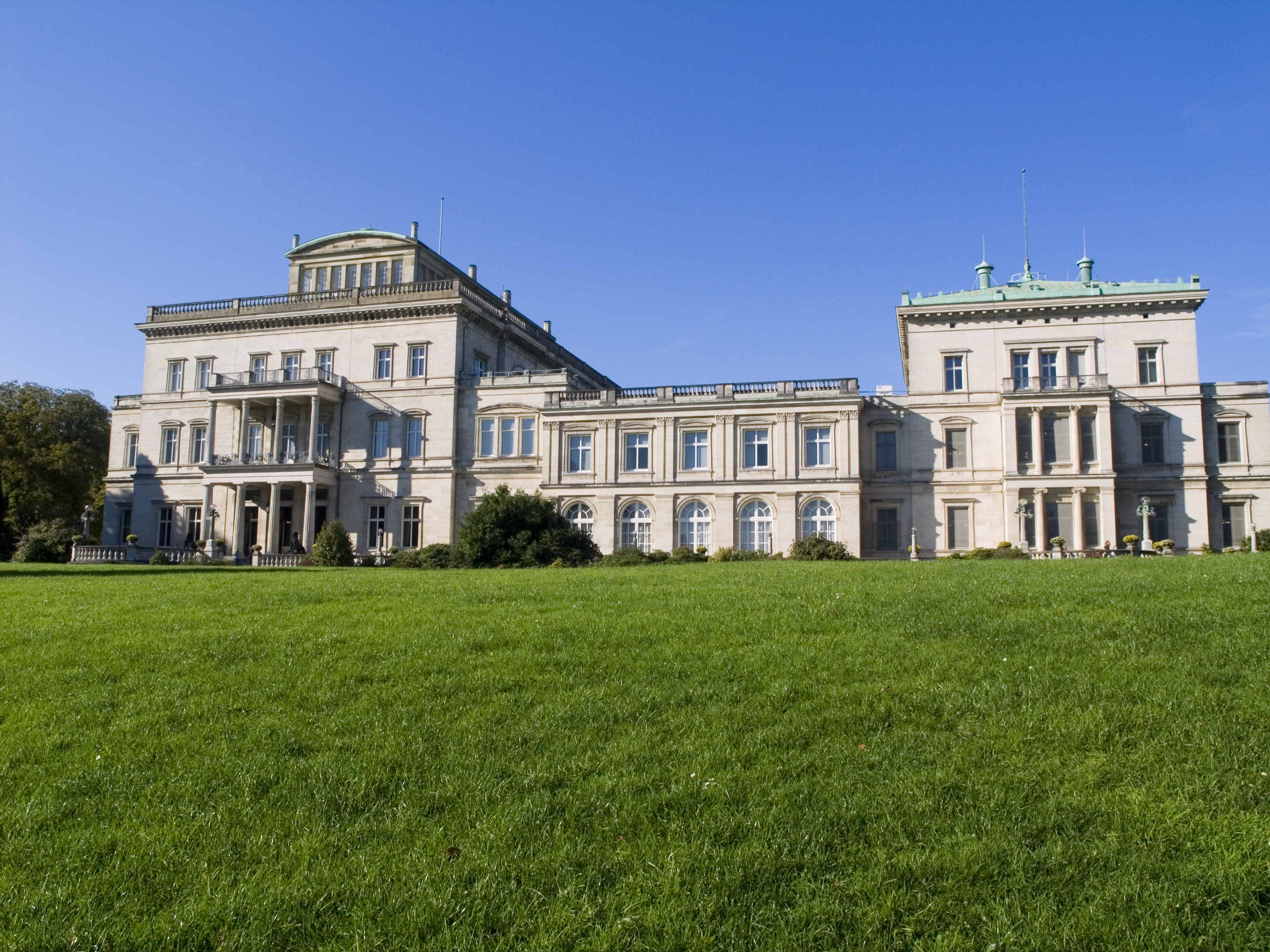
Вилла Хюгель

Бреденай (нем. Bredeney) — административный район города Эссен (Германия, федеральная земля Северный Рейн-Вестфалия). Расположен в южной части города на берегу реки Рур.

На юге река Рур отделяет Бреденай от районов Верден и Фишлакен, на западе Бреденай граничит с районом Шуир, на востоке — с Хайзингеном и на севере — с Маргаретхенхох, Рюттеншайдом и Реллингхаузеном.

## История

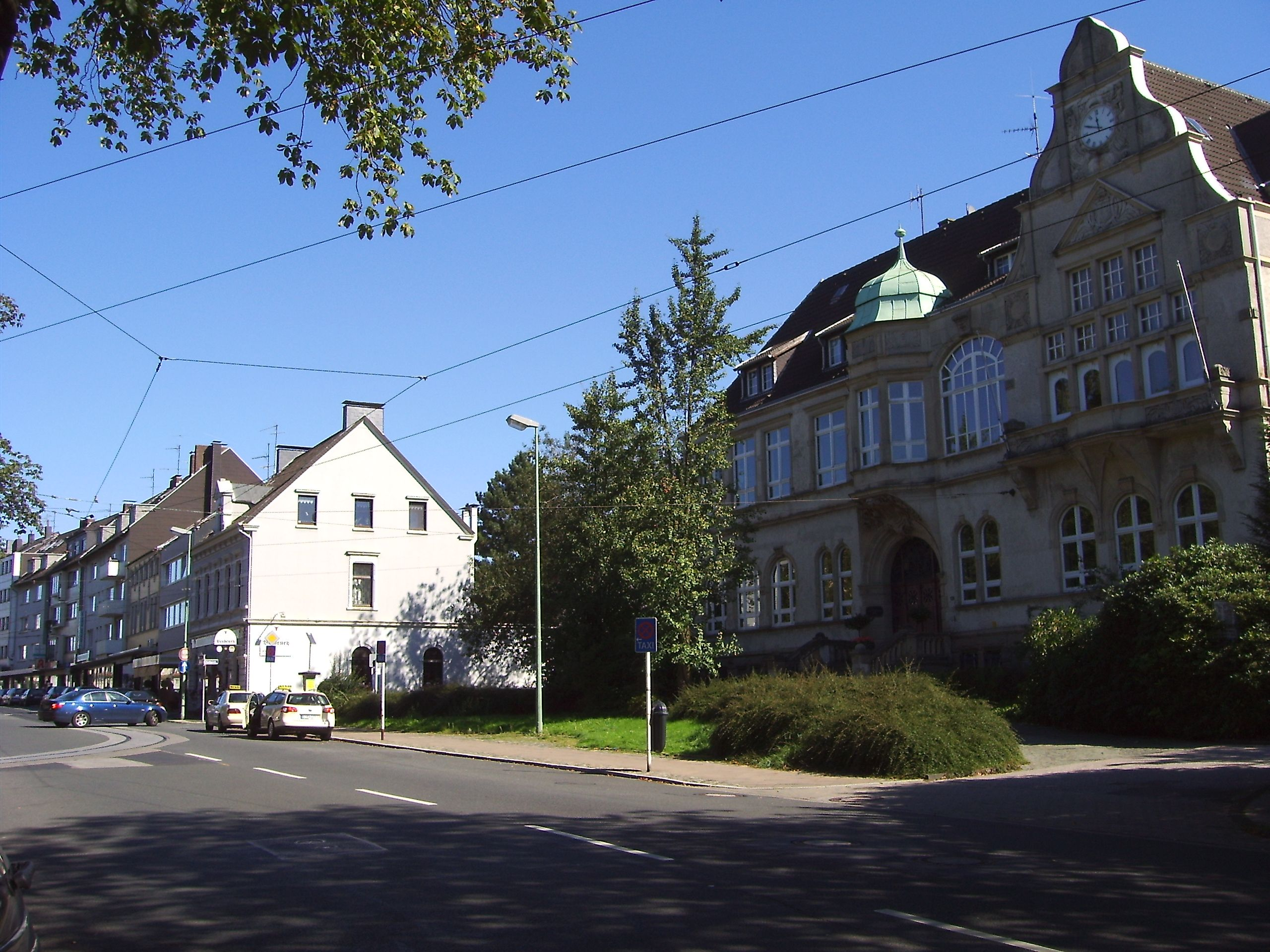
Ратуша Бреденая

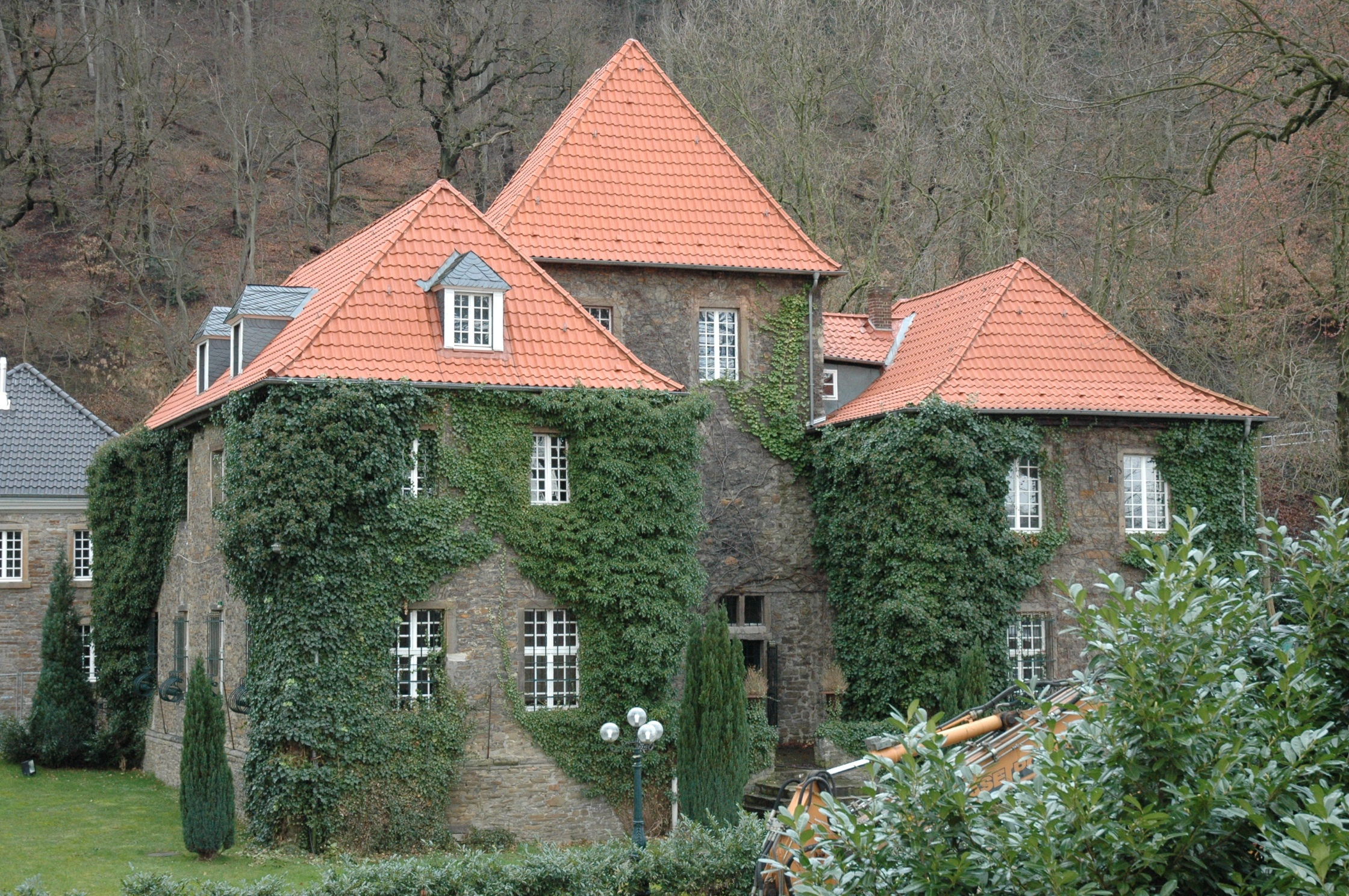
Замок Бальденай

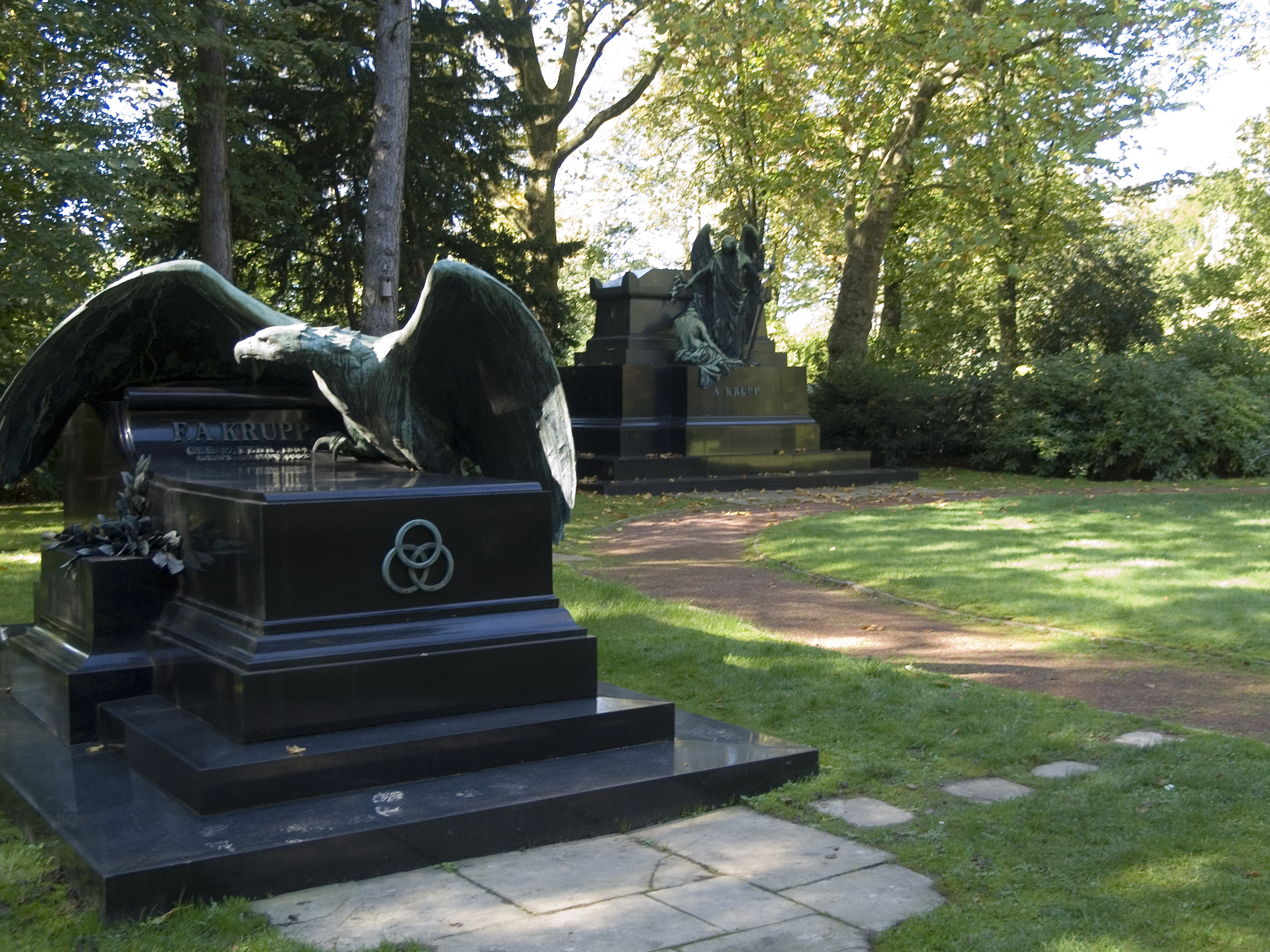
Могилы Альфреда Круппа и Фридриха Альфреда Крупа на кладбище в Бреденае

Первое упоминание о Бреденае относится к 875 году, в связи с освящением церкви в Вердене. В 1036 году по распоряжению аббата Герольда в Бреденае сооружается церковь Святой Троицы. Следующее упоминание о Бреденае связано с именем графа Адольфа I фон Марка, который в 1226 году на берегу Рура сооружает замок Бальденай.

3 апреля 1875 года был сформирован городской муниципалитет Бреденай, в который также вошла территория современного района Шуир. В 1895 году к Бреденаю было присоединено поселение Бранденбуш, расположенное поблизости с семейным владением Фридриха Альфреда Круппа — виллой Хюгель. Это поселение коттеджного типа было сооружено по проекту архитектора Самуэля Маркса специально для размещения 600 служащих виллы Хюгель и членов их семей. Там же в 1906 году по проекту архитектора Карла Нордманна был сооружена Евангелическая церковь.

В 1897 году в Бреденае была запущена первая трамвайная линия. Несмотря на наличие ряда промышленных предприятий, таких как Шахта Флёте, шахта Грюневальд, кирпичный завод, Бреденай преимущественно оставался жилым районом. 1 апреля 1915 года было принято решение о включении Бреденая в состав города Эссен.

## Достопримечательности
- Вилла Хюгель — усадьба семейства Круппов, построенная в 1873 году, безусловно является одной из главных достопримечательностей не только Эссена, но и всей земли Северный Рейн — Вестфалия.
- Городское кладбище, на котором похоронены представители семейства Круппов
- Замок Бальденай
- Руины замка Ной Изенбург